# Paul Scofield
Paul Scofield, CBE (West Sussex, 21 de Janeiro de 1922 – Sussex, 19 de Março de 2008) foi um ator britânico que venceu o Oscar de melhor ator pelo filme O homem que não vendeu sua alma. Pouco amigo de cerimônias e de galas de prêmios, Scofield ficou em Inglaterra e limitou-se a beber uma taça de champanhe em casa, na companhia da mulher e de um casal amigo. A estatueta foi recebida pela sua colega de elenco Wendy Hiller.
Também venceu o Tony Award.

## Filmografia
- That Lady
- Carve Her Name with Pride
- The Train
- O homem que não vendeu sua alma
- Bartleby
- Rei Lear-filme
- A Delicate Balance
- Scorpio
- Ill Fares the Land
- Summer Lightning
- 1919
- When the Whales Came
- Henrique V - O Filme
- Hamlet (1996)
- Utz
- Quiz Show - A Verdade dos Bastidores
- As Bruxas de Salem